# Persone di nome Sean
| Questa pagina contiene informazioni ricavate automaticamente dalle voci biografiche con l'ausilio del template Bio e di un bot. L'aggiornamento è periodico e automatico e ricostruisce completamente la pagina. Se manca una persona in questa lista, sei pregato di non aggiungerla, ma accertati piuttosto che la sua voce biografica contenga il template Bio e che i dati anagrafici siano correttamente compilati. Se il template Bio manca, inseriscilo tu stesso o, in alternativa, metti l'avviso {{tmp\|Bio}} che ne segnala la mancanza. Se i dati riportati sono sbagliati, correggi direttamente la voce biografica; le modifiche saranno visibili in questa lista entro pochi giorni. Per chiarimenti vedi il progetto antroponimi. La lista contiene solo le 246 persone che sono citate nell'enciclopedia e per le quali è stato implementato correttamente il template Bio. Pagina aggiornata al 16 ott 2024. |

Questa è una lista di persone presenti nell'enciclopedia che hanno il prenome Sean, suddivise per attività principale.

## Allenatori di calcio(2)
- Sean Dyche, allenatore di calcio e ex calciatore inglese (Kettering, n. 1971)
- Sean Flynn, allenatore di calcio e ex calciatore inglese (Birmingham, n. 1968)

## Allenatori di football americano(3)
- Sean Mannion, allenatore di football americano e ex giocatore di football americano statunitense (San José, n. 1992)
- Sean McDermott, allenatore di football americano statunitense (Omaha, n. 1974)
- Sean McVay, allenatore di football americano statunitense (Dayton, n. 1986)

## Alpinisti(1)
- Sean Leary, alpinista e base jumper statunitense (Lodi, n. 1975 - Zion National Park, † 2014)

## Animatori(1)
- Sean Charmatz, animatore statunitense (San Diego, n. 1980)

## Arrampicatori(1)
- Sean McColl, arrampicatore canadese (Vancouver, n. 1987)

## Artisti marziali misti(4)
- Sean Brady, artista marziale misto statunitense (Filadelfia, n. 1992)
- Sean O'Malley, artista marziale misto statunitense (Helena, n. 1994)
- Sean Sherk, artista marziale misto statunitense (St. Francis, n. 1973)
- Sean Strickland, artista marziale misto statunitense (Anaheim, n. 1991)

## Astrofisici(1)
- Sean Carroll, astrofisico statunitense (n. 1966)

## Attori(37)
- Sean Arnold, attore britannico (Gloucestershire, n. 1941 - Jersey, † 2020)
- Sean Astin, attore e regista statunitense (Santa Monica, n. 1971)
- Sean Bean, attore britannico (Sheffield, n. 1959)
- Sean Berdy, attore statunitense (Boca Raton, n. 1993)
- Sean Biggerstaff, attore britannico (Glasgow, n. 1983)
- Sean Bridgers, attore, sceneggiatore e regista statunitense (Chapel Hill, n. 1968)
- Sean Faris, attore e modello statunitense (Houston, n. 1982)
- Sean Patrick Flanery, attore statunitense (Lake Charles, n. 1965)
- Sean Flynn, attore e chitarrista statunitense (Los Angeles, n. 1989)
- Sean Michael Flynn, attore, regista e sceneggiatore britannico (Londra, n. 1985)
- Sean Ryan Fox, attore e doppiatore statunitense (Riverside, n. 2001)
- Sean Frye, attore statunitense (Los Angeles, n. 1966)
- Sean Giambrone, attore e doppiatore statunitense (St. Joseph, n. 1999)
- Sean Gilder, attore britannico (Brampton, n. 1964)
- Sean Gullette, attore, sceneggiatore e produttore cinematografico statunitense (Boston, n. 1968)
- Sean Gunn, attore statunitense (Saint Louis, n. 1974)
- Sean Harris, attore britannico (Woodbridge, n. 1966)
- Sean Hayes, attore statunitense (Chicago, n. 1970)
- Sean Kanan, attore statunitense (Cleveland, n. 1966)
- Sean Allan Krill, attore statunitense (Altus Air Force Base, n. 1971)
- Sean Lau, attore cinese (Hong Kong, n. 1964)
- Sean Maguire, attore e cantante britannico (Ilford, n. 1976)
- Sean Maher, attore statunitense (Pleasantville, n. 1975)
- Sean Marquette, attore e doppiatore statunitense (Dallas, n. 1988)
- Sean Marshall, attore statunitense (Canoga Park, n. 1965)
- Sean Dominic, attore statunitense (Madrid, n. 1978)
- Sean McClory, attore irlandese (Dublino, n. 1924 - Hollywood Hills, † 2003)
- Sean McGinley, attore irlandese (Gaoth Dobhair, n. 1956)
- Sean Cameron Michael, attore, cantante e sceneggiatore sudafricano (Città del Capo, n. 1969)
- Sean Murray, attore statunitense (Bethesda, n. 1977)
- Sean Penn, attore, regista e produttore cinematografico statunitense (Santa Monica, n. 1960)
- Sean Pertwee, attore britannico (Londra, n. 1964)
- Sean Rogerson, attore canadese (Alberta, n. 1977)
- Sean Sullivan, attore canadese (Toronto, n. 1921 - Toronto, † 1985)
- Sean Teale, attore inglese (Londra, n. 1992)
- Sean Patrick Thomas, attore statunitense (Washington, n. 1970)
- Sean Whalen, attore statunitense (Washington, n. 1964)

## Attori pornografici(2)
- Sean Paul Lockhart, ex attore pornografico e attore cinematografico statunitense (Lewiston, n. 1986)
- Sean Michaels, attore pornografico statunitense (New York, n. 1958)

## Attrici(1)
- Sean Young, attrice statunitense (Louisville, n. 1959)

## Autori di videogiochi(1)
- Sean Clark, autore di videogiochi e designer statunitense

## Bassisti(2)
- Sean Christians, bassista statunitense
- Sean McNabb, bassista statunitense (South Bend, n. 1965)

## Batteristi(3)
- Sean Kinney, batterista statunitense (Seattle, n. 1966)
- Sean Moore, batterista e trombettista britannico (Pontypool, n. 1968)
- Sean Reinert, batterista statunitense (Long Beach, n. 1971 - San Bernardino, † 2020)

## Bobbisti(1)
- Sean Olsson, bobbista britannico (Beverley, n. 1967)

## Calciatori(38)
- Sean Byrne, calciatore irlandese (Dublino, n. 1955 - Melbourne, † 2003)
- Sean Clare, calciatore inglese (Londra, n. 1996)
- Sean Cranney, ex calciatore australiano (n. 1973)
- Sean Davis, ex calciatore inglese (Londra, n. 1979)
- Sean Davis, calciatore statunitense (Long Branch, n. 1993)
- Sean Douglas, ex calciatore neozelandese (Auckland, n. 1972)
- Sean Dundee, ex calciatore sudafricano (Durban, n. 1972)
- Sean Farrell, ex calciatore inglese (Watford, n. 1969)
- Sean Franklin, ex calciatore statunitense (Panorama City, n. 1985)
- Sean Gannon, calciatore irlandese (Dublino, n. 1991)
- Sean Goldberg, calciatore israeliano (Tel Aviv, n. 1995)
- Sean Goss, calciatore inglese (Wegberg, n. 1995)
- Sean Haslegrave, calciatore inglese (Stoke, n. 1951 - † 2019)
- Sean Hoare, calciatore irlandese (Dublino, n. 1994)
- Sean Howson, ex calciatore montserratiano (n. 1981)
- Sean Johnson, calciatore statunitense (Lilburn, n. 1989)
- Sean Kavanagh, calciatore irlandese (Dublino, n. 1994)
- Sean Kelly, calciatore scozzese (Glasgow, n. 1993)
- Sean Klaiber, calciatore olandese (Nieuwegein, n. 1994)
- Sean Liddicoat, calciatore neozelandese (Palmerston North, n. 1997)
- Sean Longstaff, calciatore inglese (Newcastle upon Tyne, n. 1997)
- Sean Maguire, calciatore inglese (Luton, n. 1994)
- Sean McDermott, calciatore irlandese (Kristiansand, n. 1993)
- Sean McLoughlin, calciatore irlandese (Cork, n. 1996)
- Sean Morrison, calciatore inglese (Plymouth, n. 1991)
- Sean Murray, calciatore inglese (Watford, n. 1993)
- Sean Nealis, calciatore statunitense (Massapequa, n. 1997)
- Sean O'Hanlon, ex calciatore inglese (Liverpool, n. 1983)
- Sean Okoli, calciatore statunitense (Federal Way, n. 1993)
- Sean Rooney, calciatore australiano (Blacktown, n. 1989)
- Sean Sabetkar, calciatore svedese (Sollentuna, n. 1995)
- Sean Scannell, calciatore inglese (Londra, n. 1990)
- Sean St Ledger, ex calciatore irlandese (Birmingham, n. 1984)
- Sean Sullivan, ex calciatore maltese (n. 1971)
- Sean Tse, calciatore hongkonghese (Salford, n. 1992)
- Sean Welsh, calciatore scozzese (Edimburgo, n. 1990)
- Sean Zawadzki, calciatore statunitense (Olmsted Falls, n. 2000)
- Sean de Silva, calciatore trinidadiano (Port of Spain, n. 1990)

## Canoisti(1)
- Sean Pangelinan, canoista statunitense (n. 1987)

## Cantanti(3)
- Sean Dunphy, cantante irlandese (n. 1937 - Baldoyle, † 2011)
- Sean Paul, cantante e rapper giamaicano (Kingston, n. 1973)
- IOTA, cantante, musicista e attore australiano (Pinjarra, n. 1968)

## Cantautori(3)
- Elijah Blake, cantautore e produttore discografico dominicano (Repubblica Dominicana, n. 1992)
- Sean Lennon, cantautore, polistrumentista e attore statunitense (New York, n. 1975)
- Sean Nicholas Savage, cantautore e musicista canadese (Edmonton, n. 1986)

## Cardinali(1)
- Sean Patrick O'Malley, cardinale e arcivescovo cattolico statunitense (Lakewood, n. 1944)

## Cestisti(29)
- Sean Armand, cestista statunitense (Brooklyn, n. 1991)
- Sean Banks, ex cestista statunitense (New York, n. 1985)
- Sean Barnette, cestista statunitense (Rock Hill, n. 1986)
- Pero Cameron, ex cestista e allenatore di pallacanestro neozelandese (Tokoroa, n. 1974)
- Sean Colson, ex cestista statunitense (Filadelfia, n. 1975)
- Sean Cunningham, ex cestista statunitense (Los Angeles, n. 1986)
- Sean Daugherty, ex cestista statunitense (Hopkinsville, n. 1975)
- Sean Denison, ex cestista canadese (Trail, n. 1985)
- Sean Elliott, ex cestista statunitense (Tucson, n. 1968)
- Sean Evans, cestista statunitense (Filadelfia, n. 1988)
- Sean Finn, ex cestista statunitense (Hays, n. 1982)
- Sean Green, ex cestista statunitense (Santa Monica, n. 1970)
- Sean Higgins, ex cestista e allenatore di pallacanestro statunitense (Los Angeles, n. 1968)
- Sean Kilpatrick, ex cestista statunitense (Yonkers, n. 1990)
- Sean Lampley, ex cestista statunitense (Harvey, n. 1979)
- Sean Marks, ex cestista, allenatore di pallacanestro e dirigente sportivo neozelandese (Auckland, n. 1975)
- Sean Marshall, ex cestista statunitense (Rialto, n. 1985)
- Sean May, ex cestista, allenatore di pallacanestro e dirigente sportivo statunitense (Chicago, n. 1984)
- Sean McDermott, cestista statunitense (Anderson, n. 1996)
- Sean Miller, ex cestista e allenatore di pallacanestro statunitense (Ellwood City, n. 1968)
- Sean Mosley, ex cestista statunitense (Baltimora, n. 1989)
- Sean O'Mara, cestista statunitense (Indianapolis, n. 1995)
- Sean Rooks, cestista e allenatore di pallacanestro statunitense (New York, n. 1969 - Filadelfia, † 2016)
- Sean Singletary, ex cestista statunitense (Filadelfia, n. 1985)
- Chris Smith, cestista statunitense (Chicago, n. 1999)
- Sean Smith, cestista spagnolo (Madrid, n. 1995)
- Sean Sonderleiter, ex cestista statunitense (Des Moines, n. 1980)
- Maurice Walker, cestista canadese (Scarborough, n. 1991)
- Sean Williams, ex cestista statunitense (Houston, n. 1986)

## Chitarristi(1)
- Sean Watkins, chitarrista statunitense (n. 1977)

## Ciclisti su strada(5)
- Sean Bennett, ex ciclista su strada statunitense (El Cerrito, n. 1996)
- Sean De Bie, ex ciclista su strada e ciclocrossista belga (Bonheiden, n. 1991)
- Sean Flynn, ciclista su strada, ciclocrossista e mountain biker britannico (Edimburgo, n. 2000)
- Sean Quinn, ciclista su strada statunitense (Los Angeles, n. 2000)
- Sean Yates, ex ciclista su strada britannico (Ewell, n. 1960)

## Compositori(2)
- Sean Callery, compositore statunitense (Hartford, n. 1964)
- Sean Murray, compositore statunitense (Santa Barbara, n. 1965)

## Conduttori radiofonici(1)
- Sean Hannity, conduttore radiofonico e conduttore televisivo statunitense (New York, n. 1961)

## Direttori della fotografia(2)
- Sean Bobbitt, direttore della fotografia britannico (Corpus Christi, n. 1958)
- Sean Price Williams, direttore della fotografia statunitense (Wilmington, n. 1977)

## Dirigenti sportivi(2)
- Sean O'Driscoll, dirigente sportivo, allenatore di calcio e ex calciatore irlandese (Wolverhampton, n. 1957)
- Sean Sogliano, dirigente sportivo e ex calciatore italiano (Alessandria, n. 1971)

## Disc jockey(1)
- Sean Tyas, disc jockey e produttore discografico statunitense (New York, n. 1979)

## Doppiatori(1)
- Sean Schemmel, doppiatore, regista e sceneggiatore statunitense (Waterloo, n. 1968)

## Fisioterapisti(1)
- Sean Connelly, fisioterapista e ex calciatore inglese (Sheffield, n. 1970)

## Fotoreporter(1)
- Sean Flynn, fotoreporter e attore statunitense (Los Angeles, n. 1941 - Cambogia)

## Giocatori di baseball(4)
- Sean Doolittle, giocatore di baseball statunitense (Rapid City, n. 1986)
- Sean Gilmartin, giocatore di baseball statunitense (Thousand Oaks, n. 1990)
- Sean Henn, giocatore di baseball statunitense (Fort Worth, n. 1981)
- Sean Rodríguez, giocatore di baseball statunitense (Miami, n. 1985)

## Giocatori di beach volley(1)
- Sean Rosenthal, giocatore di beach volley statunitense (Torrance, n. 1980)

## Giocatori di calcio a 5(1)
- Sean Bowers, ex giocatore di calcio a 5 statunitense (San Diego, n. 1968)

## Giocatori di football americano(19)
- Sean Considine, ex giocatore di football americano statunitense (Dixon, n. 1981)
- Sean Davis, giocatore di football americano statunitense (Washington, n. 1993)
- Sean Clifford, giocatore di football americano statunitense (Barrington, n. 1998)
- Sean Dawkins, giocatore di football americano statunitense (Red Bank, n. 1971 - † 2023)
- Sean Draper, ex giocatore di football americano statunitense (Cleveland, n. 1994)
- Sean Farrell, ex giocatore di football americano statunitense (Southampton, n. 1960)
- Sean Gilbert, ex giocatore di football americano statunitense (Aliquippa, n. 1970)
- Sean Landeta, ex giocatore di football americano statunitense (Baltimora, n. 1962)
- Sean Lee, giocatore di football americano statunitense (Pittsburgh, n. 1986)
- Sean Locklear, ex giocatore di football americano statunitense (Lumberton, n. 1981)
- Sean McGrath, giocatore di football americano statunitense (Chicago, n. 1987)
- Sean Murphy-Bunting, giocatore di football americano statunitense (Macomb, n. 1997)
- Sean Payton, ex giocatore di football americano e allenatore di football americano statunitense (San Mateo, n. 1963)
- Sean Porter, giocatore di football americano statunitense (Schertz, n. 1991)
- Sean Renfree, giocatore di football americano statunitense (Scottsdale, n. 1990)
- Sean Rhyan, giocatore di football americano statunitense (Laguna Hills, n. 2000)
- Sean Shelton, ex giocatore di football americano statunitense (Palm Harbor, n. 1991)
- Sean Taylor, giocatore di football americano statunitense (Miami, n. 1983 - Miami, † 2007)
- Sean Tucker, giocatore di football americano statunitense (Owings Mills, n. 2001)

## Hockeisti su ghiaccio(5)
- Sean Bentivoglio, ex hockeista su ghiaccio canadese (Thorold, n. 1985)
- Sean Bergenheim, ex hockeista su ghiaccio finlandese (Helsinki, n. 1984)
- Sean Burke, ex hockeista su ghiaccio canadese (Windsor, n. 1967)
- Sean Couturier, hockeista su ghiaccio canadese (Phoenix, n. 1992)
- Sean McMonagle, ex hockeista su ghiaccio canadese (Oakville, n. 1988)

## Informatici(1)
- Sean Parker, informatico e imprenditore statunitense (San Francisco, n. 1979)

## Medici(1)
- Sean Conley, medico e militare statunitense (Doylestown, n. 1980)

## Modelli(1)
- Sean O'Pry, supermodello statunitense (Kennesaw, n. 1989)

## Montatori(1)
- Sean Albertson, montatore e produttore cinematografico statunitense (New York, n. 1968)

## Musicisti(4)
- Sean Beavan, musicista e produttore discografico statunitense (Cleveland, n. 1962)
- Grasshopper, musicista statunitense (New York, n. 1967)
- Sean Malone, musicista, bassista e teorico della musica statunitense (Delran, n. 1970 - † 2020)
- Yves Tumor, musicista, cantante e produttore discografico statunitense

## Nuotatori(2)
- Sean Gunn, nuotatore zimbabwese (Harare, n. 1993)
- Sean Ryan, nuotatore statunitense (n. 1992)

## Pallavolisti(1)
- Sean Rooney, ex pallavolista statunitense (Wheaton, n. 1982)

## Personaggi televisivi(1)
- Michael Cole, personaggio televisivo statunitense (Syracuse, n. 1968)

## Piloti automobilistici(1)
- Sean Edwards, pilota automobilistico e attore britannico (Londra, n. 1986 - Willowbank, † 2013)

## Piloti motociclistici(2)
- Sean Emmett, pilota motociclistico britannico (Walton-on-Thames, n. 1970)
- Sean Dylan Kelly, pilota motociclistico statunitense (Hollywood, n. 2002)

## Pistard(1)
- Sean Eadie, ex pistard australiano (Sydney, n. 1969)

## Pittori(1)
- Sean Scully, pittore statunitense (Dublino, n. 1945)

## Politici(6)
- Sean Casten, politico statunitense (Dublino, n. 1971)
- Sean Duffy, politico, avvocato e personaggio televisivo statunitense (Hayward, n. 1971)
- Sean Patrick Maloney, politico e avvocato statunitense (Sherbrooke, n. 1966)
- Sean O'Keefe, politico statunitense (Monterey, n. 1956)
- Sean Parnell, politico e avvocato statunitense (Hanford, n. 1962)
- Sean Spicer, politico e manager statunitense (Manhasset, n. 1971)

## Produttori cinematografici(2)
- Sean Bailey, produttore cinematografico e produttore televisivo statunitense (Houston)
- Sean Daniel, produttore cinematografico statunitense (New York, n. 1951)

## Rapper(7)
- Big Sean, rapper statunitense (Santa Monica, n. 1988)
- Sean Combs, rapper, produttore discografico e imprenditore statunitense (New York, n. 1969)
- Sean Forbes, rapper statunitense (Detroit, n. 1982)
- Pretty Solero, rapper italiano (Roma, n. 1993)
- Sheek Louch, rapper statunitense (New York, n. 1974)
- Sean Price, rapper statunitense (New York, n. 1972 - New York, † 2015)
- Sean, rapper, cantante e writer sudafricano (Città del Capo, n. 1971)

## Registi(10)
- Sean Anders, regista, sceneggiatore e produttore cinematografico statunitense (DeForest, n. 1969)
- Sean Baker, regista, sceneggiatore e montatore statunitense (Summit, n. 1971)
- Sean S. Cunningham, regista, produttore cinematografico e sceneggiatore statunitense (New York, n. 1941)
- Sean Dunne, regista e produttore cinematografico statunitense (Peekskill, n. 1975)
- Sean Durkin, regista, sceneggiatore e produttore cinematografico statunitense (n. 1981)
- Sean Ellis, regista e sceneggiatore inglese (Brighton, n. 1970)
- Sean Graham, regista, sceneggiatore e produttore cinematografico tedesco (Berlino, n. 1920 - Londra, † 2015)
- Sean Mathias, regista, scrittore e attore gallese (Swansea, n. 1956)
- Sean McNamara, regista, attore e sceneggiatore statunitense (Burbank, n. 1962)
- Sean Ali Stone, regista, attore e produttore cinematografico statunitense (New York, n. 1984)

## Rugbisti a 15(7)
- David Corkery, ex rugbista a 15 irlandese (Cork, n. 1972)
- Sean Fitzpatrick, ex rugbista a 15 e allenatore di rugby a 15 neozelandese (Auckland, n. 1963)
- Sean Hardman, ex rugbista a 15 australiano (Brisbane, n. 1977)
- Sean Hohneck, ex rugbista a 15 neozelandese (Rotorua, n. 1979)
- Sean Lamont, ex rugbista a 15 britannico (Perth, n. 1981)
- Sean Maitland, rugbista a 15 neozelandese (Tokoroa, n. 1988)
- Sean McMahon, rugbista a 15 australiano (Brisbane, n. 1994)

## Scrittori(3)
- Sean Murphy, scrittore e fumettista statunitense (Nashua, n. 1980)
- Sean Russell, scrittore canadese (Toronto, n. 1952)
- Sean Williams, scrittore e giornalista australiano (Whyalla, n. 1967)

## Slittinisti(1)
- Sean Hollander, slittinista statunitense (Lake Placid, n. 2000)

## Snowboarder(1)
- Sean FitzSimons, snowboarder statunitense (Hood River, n. 2000)

## Tastieristi(1)
- Sean Hopper, tastierista e compositore statunitense (San Francisco, n. 1953)

## Thaiboxer(1)
- Sean Wright, thaiboxer, kickboxer e artista marziale scozzese (Glasgow, n. 1981)

## Velocisti(2)
- Sean Safo-Antwi, velocista britannico (Londra, n. 1990)
- Sean Wroe, velocista australiano (Melbourne, n. 1985)

## Violinisti(1)
- Sean Mackin, violinista statunitense (Denver, n. 1979)

## Wrestler(5)
- Sean Casey, wrestler statunitense (Cincinnati, n. 1972)
- Sean Maluta, wrestler statunitense (Staten Island, n. 1988)
- Sean O'Haire, wrestler e artista marziale misto statunitense (Hilton Head Island, n. 1971 - Spartanburg, † 2014)
- Val Venis, ex wrestler canadese (Oakville, n. 1971)
- Sean Waltman, ex wrestler statunitense (Minneapolis, n. 1972)